# 大高雄總工會
大高雄總工會（英語：Kaohsiung  Federation of  Labor Unions）是一個縣市總工會，於2011年5月25日成立。現有會員工會107個，會員數60557人，首屆理事長為陳志銘，總幹事為石德隆。現任第二屆理事長為林賢景。